# Бранди, Чезаре
Чезаре Бранди (итал. Cesare Brandi; 8 апреля 1906, Сиена — 19 января 1988, Виньяно, Тоскана) — итальянский историк искусства, художественный критик, публицист и специалист по теории реставрации художественных памятников.

## Биография
Чезаре Бранди родился в Сиене, в 1928 году получил диплом по литературе (laureò in Lettere) от Флорентийского университета. В 1930 году Бранди выполнил заказ Управления памятников и галерей Сиены по реорганизации, каталогизации и систематизации коллекции картин Академии изящных искусств городов Тосканы (dell’Accademia di Belle Arti della città toscana).
В 1932 году он посвятил своё первое эссе о современном искусстве итальянскому живописцу Филиппо де Пизису после посещения его мастерской в Париже. В 1933 году, выиграв конкурс, Чезаре Бранди получил должность инспектора в Управлении древностей и изящных искусств и работал в отделении управления памятников Болоньи. В течение трёх лет Бранди организовал первую реставрационную мастерскую и «Выставку живописи Римини периода треченто» (1935).
В 1936 году он стал инспектором Департамента древностей и изящных искусств (Direzione Antichità e Belle Arti), а в 1938 году был отозван в Министерство национального образования в Риме (Ministero dell’Educazione Nazionale a Roma), и по предложению историка искусства и политика Дж. К. Аргана в 1939 году ему было поручено руководить Центральным институтом реставрации, который быстро стал одной из самых авторитетных организаций в мире по сохранению культурного наследия. В основу деятельности института были положены принципы организации и методика, разработанные П. Эдвардсом. Главная особенность заключалась в том, что в институте одновременно проводились научные исследования, историографические изыскания, технико-технологические эксперименты, обучение и практическая деятельность по восстановлению (реставрации и консервации) произведений искусства. Бранди возглавлял институт до 1959 года.
В 1959 году Чезаре Бранди начал преподавательскую деятельность. Он преподавал историю искусств в Университете Палермо (где он сформировал большую группу учеников, включая Микеле Кордаро и Джузеппе Базиле), а затем в Риме. В 1947 году основал журнал «Отражение» (L’Immagine), которым руководил до 1950 года.
В 1963 году был опубликован труд Бранди «Теория реставрации» (Teoria del restauro), а затем последовали и другие теоретические и критические работы
В течение многих лет Чезаре Бранди сотрудничал в газете «Corriere della Sera», в которой он опубликовал 560 статей по актуальным вопросам защиты окружающей среды, культурного наследия и реставрации памятников.
Бранди является автором текстов серии телевизионных документальных фильмов под названием «Лицом к лицу с произведением искусства» (A tu per tu con l’opera d’arte, 1975): результат сотрудничества Бранди и Франко Симонджини (1932—1994), известным режиссёром документальных фильмов об искусстве.

## Художественная коллекция и Вилла Бранди в Виньяно
Строительство виллы, которая в XVIII веке перешла в собственность семьи Бранди, восходит к XVI веку. В 1767 году семья Бранди построила небольшую капеллу перед главным зданием с посвящением Деве Марии. Здание сохраняет первоначальный вид загородной сиенской усадьбы: оно расположено на трёх уровнях и представляет собой прямоугольный в плане корпус с угловой лоджией. Здание завещано государству.
Художественная коллекция, собранная Чезаре Бранди, включает в себя множество работ, подаренных ему друзьями-художниками, и представляет собой своего рода антологию итальянской живописи XX века, в которой фигурируют наиболее значимые имена этого времени: Филиппо де Пизис, Джорджо Моранди, Джакомо Манцу, Ренато Гуттузо, Умберто Мастрояни и многие другие. Собрание Бранди также включает богатую библиотеку, коллекцию рукописей, насчитывающую более тринадцати тысяч манускриптов, и около семи тысяч фотографий.
За свою творческую деятельность в качестве художественного критика Чезаре Бранди дважды получал премию Фельтринелли, присуждённую Accademia Nazionale dei Lincei в 1958 и 1980 годах.